# Serranochromis macrocephalus
Serranochromis macrocephalus е вид бодлоперка от семейство Цихлиди (Cichlidae). Видът не е застрашен от изчезване.

## Разпространение
Разпространен е в Ангола, Ботсвана, Демократична република Конго, Замбия, Зимбабве и Намибия.

## Описание
На дължина достигат до 35 cm, а теглото им е максимум 1500 g.
Продължителността им на живот е около 6 години.